# 向津具村
向津具村（むかつくそん）は、山口県大津郡にあった村。現在の長門市油谷町の北西端の向津具半島部にあたる。「むかつく」という地名由来には、かつてこの地が「向国（むかつくに）」や「向津（むこうつ）」とよばれ、それが転じたとする説がある。

## 地理
- 地形 ： 向津具半島
- 海洋 ： 油谷湾、日本海
- 山岳 ： 道元山
- 島嶼 ： 油谷島

## 歴史
- 1889年（明治22年）4月1日 - 町村制の施行により、向津具上村・向津具下村・川尻村の区域をもって発足。
- 1954年（昭和29年）5月1日 - 菱海村・宇津賀村および日置村の一部（大字蔵小田の一部）と合併して油谷町が発足。同日向津具村廃止。

## 行政
村長は以下の通りである。

### 村長
- 若山一[1]

## 経済
農業
『大日本篤農家名鑑』によれば、向津具村の篤農家は酒井、松永、若山、清石、有田、梶山、熊野、山本、斎藤、瀬木、梅崎などがいた。

## 地域

### 施設
- 尋常小学校[1]
- 尋常高等小学校[1]
- 亀山神社[1]
- 日吉神社[1]
- 河内神社[1]

## 出身・ゆかりのある人物
- 林平四郎（貴族院議員、大津屋、醤油醸造業） - 林家の初代・平次郎は、1781年から1789年に向津具から赤間関（現在の下関）に移り住んでいる[4]。